# J.J.ファーマニアック
ジェイソン・ジョセフ・ファーマニアック（Jason Joseph "J. J." Furmaniak、1979年7月31日 - ）は、アメリカ合衆国イリノイ州出身のプロ野球選手（内野手、外野手）。
横浜ベイスターズ時代の登録名はジェイジェイ。

## 来歴・人物

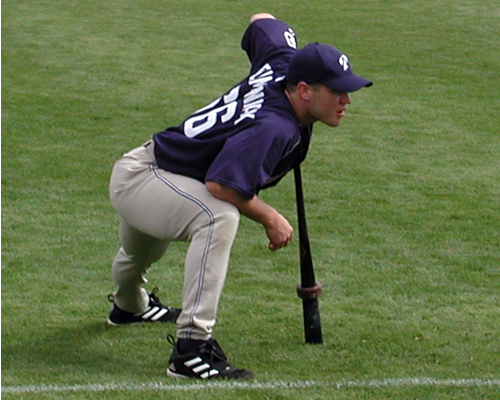
サンディエゴ・パドレス時代
(2005年)

2000年のMLBドラフト22巡目（全体の649番目）でサンディエゴ・パドレスに指名され契約。2005年7月にピッツバーグ・パイレーツに移籍し、同年9月13日にメジャーデビューを果たす。2006年はメジャー出場はなく、オフにオークランド・アスレチックスに移籍する。
2007年は2年ぶりにメジャー出場を果たしたものの、ほとんどを3Aサクラメントで過ごした。サクラメントではショートを中心に、セカンド、サード、レフト、ライトも守り、足もそこそこ速いためユーティリティープレイヤーとして活躍した。
同年オフ、横浜ベイスターズと契約。
2008年、開幕一軍は果たしたが打撃が安定せず、4月中に一旦二軍（湘南シーレックス）落ち。再昇格後も状態の改善は見られなかった。主に二遊間を守ったが、守備・走力は平凡で、若手内野手起用の方針から8月9日に出場選手登録を抹消された。その後も二軍ではほぼフル出場したものの一軍から声は掛からず、10月1日にシーズンを残したまま帰国し、その後自由契約となった。
2009年はフィラデルフィア・フィリーズとマイナー契約を結び、傘下の3Aリーハイバレーでプレーした。2010年はタンパベイ・レイズとマイナー契約を結んだ。

## 詳細情報

### 年度別打撃成績
| 年 度    | 球 団    | 試 合 | 打 席 | 打 数 | 得 点 | 安 打 | 二 塁 打 | 三 塁 打 | 本 塁 打 | 塁 打 | 打 点 | 盗 塁 | 盗 塁 死 | 犠 打 | 犠 飛 | 四 球 | 敬 遠 | 死 球 | 三 振 | 併 殺 打 | 打 率 | 出 塁 率 | 長 打 率 | O P S |
| -------- | -------- | ----- | ----- | ----- | ----- | ----- | -------- | -------- | -------- | ----- | ----- | ----- | -------- | ----- | ----- | ----- | ----- | ----- | ----- | -------- | ----- | -------- | -------- | ----- |
| 2005     | PIT      | 13    | 30    | 26    | 3     | 5     | 1        | 1        | 0        | 8     | 1     | 0     | 0        | 0     | 0     | 4     | 0     | 0     | 4     | 0        | .192  | .300     | .308     | .608  |
| 2007     | OAK      | 16    | 22    | 17    | 5     | 3     | 1        | 0        | 0        | 4     | 1     | 0     | 0        | 0     | 0     | 3     | 0     | 2     | 8     | 0        | .176  | .364     | .235     | .599  |
| 2008     | 横浜     | 25    | 54    | 51    | 3     | 8     | 0        | 0        | 2        | 14    | 5     | 0     | 0        | 0     | 1     | 2     | 0     | 0     | 16    | 1        | .157  | .185     | .275     | .460  |
| MLB：2年 | MLB：2年 | 29    | 52    | 43    | 8     | 8     | 2        | 1        | 0        | 12    | 2     | 0     | 0        | 0     | 0     | 7     | 0     | 2     | 12    | 0        | .186  | .327     | .279     | .606  |
| NPB：1年 | NPB：1年 | 25    | 54    | 51    | 3     | 8     | 0        | 0        | 2        | 14    | 5     | 0     | 0        | 0     | 1     | 2     | 0     | 0     | 16    | 1        | .157  | .185     | .275     | .460  |

- 2010年度シーズン終了時

### 記録
NPB
- 初出場：2008年3月28日、対阪神タイガース1回戦（京セラドーム大阪）、8回表に佐伯貴弘の代打として出場[2]
- 初先発出場：2008年4月9日、対読売ジャイアンツ2回戦（横浜スタジアム）、7番・二塁手として先発出場
- 初安打・初打点：2008年7月9日、対東京ヤクルトスワローズ10回戦（明治神宮野球場） 、1回表に村中恭兵から右前適時打[2]
- 初本塁打：同上、6回表に村中恭兵から右越決勝ソロ[2]

### 背番号
- 66 （2005年）
- 8 （2007年）
- 3 （2008年）[2]